# Погорський Віктор Костянтинович
Ві́ктор Костянти́нович Пого́рський (нар. 1938) — український науковець у галузі металургії та технології металів, кандидат технічних наук, лауреат Державної премії України в галузі науки і техніки (1979), лауреат премії НАН України імені З. І. Некрасова (2005).

## З життєпису
Станом на 1979 рік — кандидат технічних наук, спеціальність «ливарне виробництво».
Лауреат Державної премії України в галузі науки і техніки (1979) — за розробку та промислове освоєння принципово нових магнітодинамічних насосів-дозаторів для автоматичної заливки чавуну в ливарні форми, співавтори Галушка Василь Герасимович, Голубчик Георгій Ксенофонтович, Загоровський Павло Іванович, Злобін Валерій Пилипович, Кулик Владислав Володимирович, Поліщук Віталій Петрович, Цин Марк Рахмільович.
Лауреат премії імені З. І. Некрасова 2005 року за роботу «Розробка технологій та магнітодинамічного обладнання для дозованого розливання залізовуглецевих розплавів» співавтори Горюк Максим Степанович та Дубодєлов Віктор Іванович.
З жовтня 2015 року — старший науковий співробітник, відділ магнітної гідродинаміки, Фізико-технологічний інститут металів та сплавів НАН України.
Серед патентів: «Електромагнітний заливальний пристрій», 2017, співавтори Дубодєлов Віктор Іванович, Фікссен Владислав Миколайович, Ященко Олександр Віталійович.